# Grande Fourche
La Grande Fourche (3.611 m s.l.m. ) è una montagna delle Alpi del Monte Bianco (Alpi Graie) che si trova lungo la frontiera tra la Svizzera (Canton Vallese) e la Francia (Alta Savoia).

## Caratteristiche
La montagna è collocata a nord-est della Aiguille du Chardonnet. Dal versante francese sovrasta il Ghiacciaio del Tour, mentre dal versante svizzero il Ghiacciaio di Saleina.
Viene chiamata Grande Fourche per distinguerla dalla Petite Fourche (3.520 m) la quale si trova poco più a nord.